# Набрежје - Шест добродушних згодб
„Набрежје - Шест добродушних згодб” је југословенска телевизијска серија снимљена 1970. године у продукцији ТВ Љубљана.

## Улоге
| Глумац           | Улога                   |
| ---------------- | ----------------------- |
| Франчек Дрофеник | (3 еп. 1970)            |
| Мајда Грбац      | (3 еп. 1970)            |
| Вида Јуван       | (3 еп. 1970)            |
| Мила Качић       | (3 еп. 1970)            |
| Франц Пресетник  | (3 еп. 1970)            |
| Јанез Рохачек    | (3 еп. 1970)            |
| Александер Валич | (3 еп. 1970)            |
| Јоже Зупан       | (3 еп. 1970)            |
| Ива Зупанчич     | (3 еп. 1970)            |
| Макс Фуријан     | (непознат број епизода) |

Комплетна ТВ екипа ▼
| Редитељ              | Јанез Шенк   | (3 еп. 1970) |
| Сценариста           | Мирче Шушмел | (3 еп. 1970) |
| Директор фотографије | Јуре Первање | (3 еп. 1970) |
| Монтажер             | Лида Браниш  | (3 еп. 1970) |